# Irvin Herrera
Irvin Enrique Herrera Baires, (San Julián, Sonsonate, El Salvador, 30 de agosto de 1991) es un futbolista salvadoreño quien se desempeña como delantero. Actualmente se encuentra jugando en el Deportivo Guastatoya de la Liga Nacional de Fútbol de Guatemala

## Trayectoria
En el 2014 fue firmado por el Santa Tecla FC, en el que fue su primer equipo profesional. Anteriormente jugó para clubes semi-profesionales en los Estados Unidos. En el club hizo 46 apariciones y anotó 24 goles desde 2014 a 2016. Herrera fue parte del plantel tecleño que ganó el primer título para Santa Tecla en fútbol salvadoreño, adicionalmente jugó la temporada 2015-2016 de la CONCACAF Liga de Campeones, anotando el único gol de su equipo en la derrota ante el Real Salt Lake de la MLS.
En febrero de 2016, el club Saint Louis FC de la USL anunció la contratación de Herrera, debutando oficialmente como goleador el 7 de mayo en un juego contra el Swope Park Rangers, dos semanas después se convirtió en el primer jugador del Saint Louis FC en registrar un hat trick marcando cuatro goles en un partido contra el Tulsa Roughnecks, y siendo nombrado el jugador de la semana de la USL.

## Selección nacional
Herrera recibió su primer llamado a la selección salvadoreña en el 2015 para los partidos amistosos contra Argentina y Guatemala. Anotó su primer gol con el combinado salvadoreño el 1 de junio de 2015 en un partido de la primera ronda de clasificación para la Copa Mundial de Fútbol de 2018 ante San Cristóbal y Nieves en Basseterre, ese mismo año también fue parte del seleccionado salvadoreño que participó en la Copa Oro 2015, siendo este su primer torneo internacional.

## Clubes
Actualizado al último partido jugado el 12 de octubre de 2022.
| Santa Tecla Fútbol Club · El Salvador       | 1.ª                 | 2015                | 19  | 11 | - | - | -  | - | 19  | 11 |
| Santa Tecla Fútbol Club · El Salvador       | 1.ª                 | 2015-16             | 22  | 12 | - | - | 4  | 1 | 26  | 13 |
| Santa Tecla Fútbol Club · El Salvador       | Total               | Total               | 41  | 23 | 0 | 0 | 4  | 1 | 45  | 24 |
| Saint Louis Football Club Estados Unidos    | 3.ª                 | 2016                | 25  | 14 | 1 | 0 | -  | - | 26  | 14 |
| Saint Louis Football Club Estados Unidos    | Total               | Total               | 25  | 14 | 1 | 0 | 0  | 0 | 26  | 14 |
| New York Cosmos Estados Unidos              | 2.ª                 | 2017                | 13  | 2  | 1 | 0 | -  | - | 14  | 2  |
| New York Cosmos Estados Unidos              | Total               | Total               | 13  | 2  | 1 | 0 | 0  | 0 | 14  | 2  |
| Club Deportivo FAS · El Salvador            | 1.ª                 | 2018                | 21  | 8  | - | - | -  | - | 21  | 8  |
| Club Deportivo FAS · El Salvador            | 1.ª                 | 2018                | 7   | 0  | - | - | 3  | 0 | 10  | 0  |
| Club Deportivo FAS · El Salvador            | Total               | Total               | 28  | 8  | 0 | 0 | 3  | 0 | 31  | 8  |
| Alianza Fútbol Club · El Salvador           | 1.ª                 | 2019                | 15  | 3  | - | - | 2  | 0 | 17  | 3  |
| Alianza Fútbol Club · El Salvador           | Total               | Total               | 15  | 3  | 0 | 0 | 2  | 0 | 17  | 3  |
| Sukhothai Football Club Tailandia           | 1.ª                 | 2019                | 12  | 5  | - | - | -  | - | 12  | 5  |
| Sukhothai Football Club Tailandia           | Total               | Total               | 12  | 5  | 0 | 0 | 0  | 0 | 12  | 5  |
| Club Deportivo Guastatoya · Guatemala       | 1.ª                 | 2020                | 5   | 0  | - | - | -  | - | 5   | 0  |
| Club Deportivo Guastatoya · Guatemala       | Total               | Total               | 5   | 0  | 0 | 0 | 0  | 0 | 5   | 0  |
| Club Deportivo FAS · El Salvador            | 1.ª                 | 2020                |     |    |   |   |    |   |     |    |
| Club Deportivo FAS · El Salvador            | Total               | Total               | 0   | 0  | 0 | 0 | 0  | 0 | 0   | 0  |
| Santa Tecla Fútbol Club · El Salvador       | 1.ª                 | 2021                | 15  | 7  | - | - | -  | - | 15  | 7  |
| Santa Tecla Fútbol Club · El Salvador       | 1.ª                 | 2021                | 10  | 1  | - | - | -  | - | 10  | 1  |
| Santa Tecla Fútbol Club · El Salvador       | Total               | Total               | 25  | 8  | 0 | 0 | 0  | 0 | 25  | 8  |
| Club Deportivo Platense · El Salvador       | 1.ª                 | 2022                | 22  | 7  | - | - | -  | - | 22  | 7  |
| Club Deportivo Platense · El Salvador       | 1.ª                 | 2022                | 5   | 0  | - | - | 1  | 0 | 6   | 0  |
| Club Deportivo Platense · El Salvador       | Total               | Total               | 27  | 7  | 0 | 0 | 1  | 0 | 28  | 7  |
| Total en su carrera                         | Total en su carrera | Total en su carrera | 191 | 70 | 2 | 0 | 10 | 1 | 203 | 71 |
| (2) No incluye goles en partidos amistosos. |                     |                     |     |    |   |   |    |   |     |    |

Reservas/Inferiores/Universidad
| Club                          | País           | Año       | Partidos | Goles |
| ----------------------------- | -------------- | --------- | -------- | ----- |
| Gardner-Webb Runnin' Bulldogs | Estados Unidos | 2010      | 19       | 6     |
| Southern Wesleyan Warriors    | Estados Unidos | 2011      | 15       | 3     |
| D. C. United Reservas         | Estados Unidos | 2012      | 2        | 1     |
| NC Wesleyan Battling Bishops  | Estados Unidos | 2012-2013 | 16       | 5     |
| Total:                        | Total:         | Total:    | 52       | 15    |

### Selección nacional
| Selección                                      | Año                 | Partidos | Goles |
| ---------------------------------------------- | ------------------- | -------- | ----- |
| El Salvador Sub-20                             |                     |          |       |
| 2010                                           | 2                   | 0        |       |
| Total en su carrera                            | Total en su carrera | 2        | 0     |
| El Salvador                                    |                     |          |       |
| 2015                                           | 10                  | 1        |       |
| 2016                                           | 0                   | 0        |       |
| 2017                                           | 6                   | 1        |       |
| 2018                                           | 0                   | 0        |       |
| 2019                                           | 0                   | 0        |       |
| 2020                                           | 0                   | 0        |       |
| 2021                                           | 2                   | 0        |       |
| Total en su carrera                            | Total en su carrera | 18       | 2     |
| Estadísticas hasta el 12 de diciembre de 2021. |                     |          |       |

## Palmarés
| Título          | Club             | País        | Año  |
| --------------- | ---------------- | ----------- | ---- |
| Torneo Clausura | Santa Tecla F.C. | El Salvador | 2015 |